# 니가타 신칸센 차량 센터
니가타 신칸센 차량 센터(일본어: 新潟新幹線車両センター)는 일본 니가타현 니가타시 히가시구에 있는 신칸센 차량 사업소이다. 일본 고속 철도 신칸센을 운행하는 신칸센 E2계 전동차, 신칸센 E7계 전동차의 정비 및 관리를 담당한다.

## 업무
- 신칸센 E2계 전동차, 신칸센 E7계 전동차 중정비 및 관리